# مونيك فريتز
مونيك فريتز (بالإنجليزية: Monique Frize)‏، الحاصلة على وسام كندا، (المولودة في 7 يناير 1942) هي مهندسة كندية متخصصة في مجال الهندسة الطبية الحيوية وذات خبرة كبيرة بالأجهزة الطبية وأنظمة دعم القرار.

## حياتها
وُلدت فريتز في مونتريال، كيبيك، وحصلت على درجة البكالوريوس في الهندسة الكهربائية من جامعة أوتاوا في عام 1966. كانت فريتز زميلة في كلية أثلون للدراسات العليا في المملكة المتحدة من عام 1967 إلى عام 1969 حيث حصلت على درجة الماجستير في الهندسة الكهربائية من كلية لندن الإمبراطورية للعلوم والتكنولوجيا في لندن. في عام 1986، حصلت فريتز على ماجستير إدارة الأعمال جامعة دي مونكتون ودرجة الدكتوراه في الفلسفة من جامعة إراسموس روتردام في روتردام عام 1989.
ملت فريتز كمهندسة طبية لمدة 18 عامًا، وشغلت منصب مديرة الخدمات الهندسية الإكلينيكية الإقليمية في مونكتون، نيو برونزويك. في عام 1989، أصبحت أول امرأة تحصل على شهادة نورتل نيتووركس في الهندسة الطبية من جامعة نيو برونزويك وأصبحت أستاذة في الهندسة الطبية. في عام 1997، تم تعيينها أستاذاً في قسم الأنظمة وهندسة الحاسبات في جامعة كارلتون وأستاذة في كلية تكنولوجيا المعلومات والهندسة في جامعة أوتاوا.

## الجوائز والتكريمات
في عام 1993، تم تعيين فريتز كمسؤولة عن وسام كندا، تقديرًا لمجهوداتها «في مجال الهندسة الطبية الحيوية» ولأنها «قدوة ومصدر إلهام للمرأة في مجال العلوم الهندسية». في عام 1992، أصبحت فريتز أول زميلة في الأكاديمية الكندية للهندسة. حصلت على درجات فخرية من جامعة أوتاوا، وجامعة يورك، وجامعة ليكهيد، وجامعة ماونت سانت فنسنت. حصلت فريتز أيضًا على الميدالية الذهبية في عام 2010 من شركة أونتاريو للهندسة الطبية وجمعية أونتاريو للمهندسين المحترفين وأصبحت زميلة المهندسين في كندا في عام 2010. في عام 2013، حصلت فريتز على شرف زميل جمعية الهندسة الطبية والبيولوجية الكندية.

## روابط خارجية
- Women in Science profile